# Vilhelm Gregersen
Andreas Peter Vilhelm Gregersen (født 17. marts 1848 i Flensborg, død 16. januar 1929 i Gjerrild), var en dansk præst og salmedigter.
Vilhelm Gregersen blev født i Flensborg i 1848, hvor hans forældre drev en større forretning. Han blev født samme år, som Treårskrigen begyndte. Efter at byen blev tysk efter den danske krigsnederlag i 1864 forlod familien Flensborg og flyttede til København. Minderne om konflikten mellen de dansk- og tysksindede i byen og regionen påvirkede ham livet igennem. Samme år kom han på Sorø Akademi, hvor han blev student 1868. I årene 1874/75 arbejdede han som huslærer, derefter begynte han at læse teologi. I 1881 blev han kateket ved Vor Frelsers Kirke i København. 1882 blev han udnævnt til sognepræst i Naur og Sir ved Holstebro, 1886 i Stauning ved Ringkøbing og 1897 i Hornslet, hvor han virkede indtil 1920.
Af hans salmer og sange kendes særligt adventsangen "Der er noget i luften" skrevet i Hornslet Præstegård, hvis bygning lå, hvor der nu er p-plads. Sangen blev forfattet i år 1900 på et nodeblad, men først offentliggjort i en bredere sammenhæng i Gregersens digtsamling Vintergæk i 1911.
Vilhelm Gregersen er repræsenteret med to salmer i Den Danske Salmebog, nr. 372 og nr. 374.